# 羅伯特·拉·圖爾諾
羅伯特·拉·圖爾諾（Robert La Tourneaux，1941年11月22日—1986年6月3日）是美國演員，最知名的代表作是在外百老匯原創劇作及1970年電影《樂隊男孩》中，被一個善良但悲觀的性工作者角色聘來扮演牛仔，作為另一位男同性戀角色的生日禮物。

## 生平
羅伯特·拉·圖爾諾本名「羅伯特·朗夫」（Robert Rumph），在1967年的百老匯劇院音樂劇《伊利亞·達林》中首次登台演出。1968年，圖爾諾加入馬特·克勞利執導的《樂隊男孩》劇組，該劇於1968年4月14日於紐約市第四劇院首演。 該劇電影版上映時，使用圖爾諾和另一位劇組演員倫納德·傅萊的肖像作為廣告宣傳；在劇中，傅萊的朋友請圖爾諾扮演牛仔，當作傅萊的生日禮物，為其慶生。當時許多報紙都因此拒絕刊登《樂隊男孩》的廣告。
《樂隊男孩》電影版發行後，圖爾諾的電影演出機會不多，只在羅傑·科曼1971年執導的電影《神鷹大作戰》和獨立電影《朝聖》（Pilgrimage）中，飾演配角。 
在舞台劇方面，圖爾諾曾在百老匯重製版《威尼斯商人》中扮演小配角。他原本有機會演出田納西·威廉斯執導的1977年舞台劇《雞尾酒》，但在首映前就被從劇組名單中移除。
圖爾諾是公開出櫃的男同性戀者，出道初期被批評為戲路有限，只能扮演男妓角色，無法飾演更重要的角色位置。1973年，圖爾諾接受專訪時，表示：「《樂隊男孩》是我的死亡之吻。」而在 1978年出版的《昆汀·克里斯普語錄集》（Quentin Crisp's Book of Quotations）中，圖爾諾把自己的演藝生涯，與另一位男同性戀演員查爾斯·勞頓互相比較；他說：「勞頓雖扮演各種角色，但不是同性戀；人們覺得勞頓是男同志，但勞頓的公開形象（已婚、有妻子）從未背叛他的公開狀態。所以他是安全的，而我不是。」
由於無法獲得穩定的演出機會，圖爾諾開始在男同性戀雜誌當裸體模特兒，1978年更在紐約市一家男同性戀色情電影院裡，從事單人裸體歌舞表演，最後成為性工作者。
圖爾諾曾在接受男同性戀雜誌專訪時，宣稱他其中一位未出櫃的雙性戀伴侶是曾獲得奧斯卡金像獎的男演員克里斯多夫·華肯。他還宣稱華肯與另一位已婚男演員勞勃·韋納在韋納的妻子、女演員娜妲麗·華去世當晚發生婚外情。1983年，圖爾諾試圖向客戶索討金錢，而因騷擾罪名被捕，關押於里克斯島監獄。圖爾諾在獄中曾自殺未遂。
圖爾諾在1980年代早期感染愛滋病，也因此上報：他曾尋求法律救濟，阻止房東將他趕出公寓。該案最後由圖爾諾勝訴，但他也在1986年6月3日，於紐約大都會醫院病逝。 《樂隊男孩》的共同主演克里夫·戈爾曼夫婦，是圖爾諾發病後到過世前的主要照護者。

## 作品
- 《醫生（英语：The Doctors (1963 TV series)）》（1963年，電視連續劇）
- 《伊利亞·達林（英语：Illya Darling）》（1967年，百老匯公映版）
- 《樂隊男孩（英语：The Boys in the Band (play)）》（1968年，舞台劇）
- 《樂隊男孩（英语：The Boys in the Band (1970 film)）》（1970年，電影）－德克斯牛仔
- 《神鷹大作戰（英语：Von Richthofen and Brown）》（1971年，電影）
- 《朝聖》（Pilgrimage，1972年，電影）
- 《威尼斯商人》（1973年百老匯公演版）
- Enemies（1974年，電視電影）

## 外部連結
- 羅伯特·拉·圖爾諾在互联网电影资料库（IMDb）上的資料（英文）
- 在AllMovie上羅伯特·拉·圖爾諾的頁面（英文）
- 互联网外百老汇数据库（IOBDB）上羅伯特·拉·圖爾諾的資料（英文）
- TCM电影资料库上羅伯特·拉·圖爾諾的资料（英文）
- 在Find a Grave上的羅伯特·拉·圖爾諾